# Daniel Brodin
Daniel Brodin, född 9 februari 1990 i Stockholm, är en svensk ishockeyforward som spelar för Djurgårdens IF i Hockeyallsvenskan
Han är gift med fotbollsspelaren Emilia Brodin, född Appelqvist.